# 矿床成因
矿床成因理论解释矿物是如何在地壳形成的，根据不同的矿物有不同的矿床成因理论。对于成因理论有三个方面：
- 来源，金属来源于哪儿。
- 运输，如何将含有金属的矿物输送到指定位置。
- 捕获，通过物理，化学等机制提高纯度，使矿石转化为可采矿石。